# Ani clocotitori

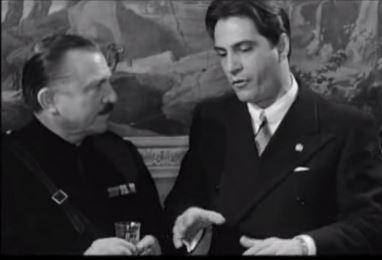
Giuseppe Ianigro și Nino Manfredi într-o scenă din film

Ani clocotitori (titlul original: în italiană Gli anni ruggenti) este un film de comedie italian aparținând subgenului Commedia all'italiana, realizat în 1962 de regizorul Luigi Zampa, 
după piesa de teatru Revizorul al scriitorului Nikolai Gogol, protagoniști fiind actorii Nino Manfredi, Gino Cervi, Michèle Mercier și Gastone Moschin.

## Rezumat
Anul 1937. Omero Battifiori este un tânăr asigurator care crede în fascism. Din motive de serviciu este trimis în micul oraș din Puglia Gioiavallata, unde este confundat cu un ierarh (gerarca) al Partidului Național Fascist trimis de la Roma pentru a efectua o inspecție politico-administrativă.
Motivul neînțelegerii se află în originea sa din capitală și o scrisoare primită de „podestà” (șeful guvernului fascist din comună) Salvatore Acquamano, prin care o rudă a lui din prefectura din Taranto l-a avertizat despre sosirea unui oficial de partid care intenționa să facă o vizită incognito.
Liderii locali ai partidului sunt convinși că inspecția trebuie să facă lumină asupra nelegiuirilor cu care s-au îmbogățit în detrimentul finanțelor publice, operand abuzuri în detrimentul oamenilor săraci. Așa că încearcă să contribuie la acoperire, rezervându-i tânărului asigurator, pe care îl cred oficialul de partid deghizat, o primire caldă și servilă, creând astfel o comedie pe cât de complicată, pe atât de inutilă. 
Doctorul De Vincenzi, un medic antifascist, îi dezvăluie în sfârșit adevărul lui Omer. După ce a lămurit neînțelegerea, fiica primarului cu care Omer se logodise între timp, se desparte de el. În timp ce sosește adevăratul ierarh, care se dovedește că se înțelege imediat cu „podestà” și partenerii săi, Omer cunoaște o nouă față reală a fascismului.

## Distribuție
- Nino Manfredi – Omero Battifiori
- Gino Cervi – Salvatore Acquamano
- Michèle Mercier – Elvira Acquamano, fiica sa
- Gastone Moschin – Carmine Passante
- Rosalia Maggio – Nunzia Acquamano, soția lui Salvatore
- Salvo Randone – dr. De Vincenzi
- Giuseppe Ianigro – Nicola De Bellis
- Angela Luce – Rosa De Bellis
- Ruggero Pignotti – Aurelio Bitetto, director
- Carla Calò – soția directorului
- Gaetano Marino – Doctor Giulio Cariddi
- Dolores Palumbo – doamna De Vincenzi
- Linda Sini – Elsa, patroana localului
- Mario Pisu – Peppino, gerarca (ierarhul din PNF)
- Enzo Petito – inginerul
- Lino Crispo – Saverio, licitatorul
- Anita Durante – mama lui Omero
- Giulio Marchetti – actorul care interpreta pe colonizatorul italian
- Alfredo Rizzo – actorul care interpreta pe Menelik
- Fanfulla – actorul care interpreta pe perfida Albione
- Mario Passante – comerciantul fascist
- Luigi Leoni – tânărul fermier slab
- Françoise Prévost – fiica medicului

## Premii
- 1962 Festivalul de Film de la Locarno – Premiul Vela de Argint pentru film.